# Francofurtia

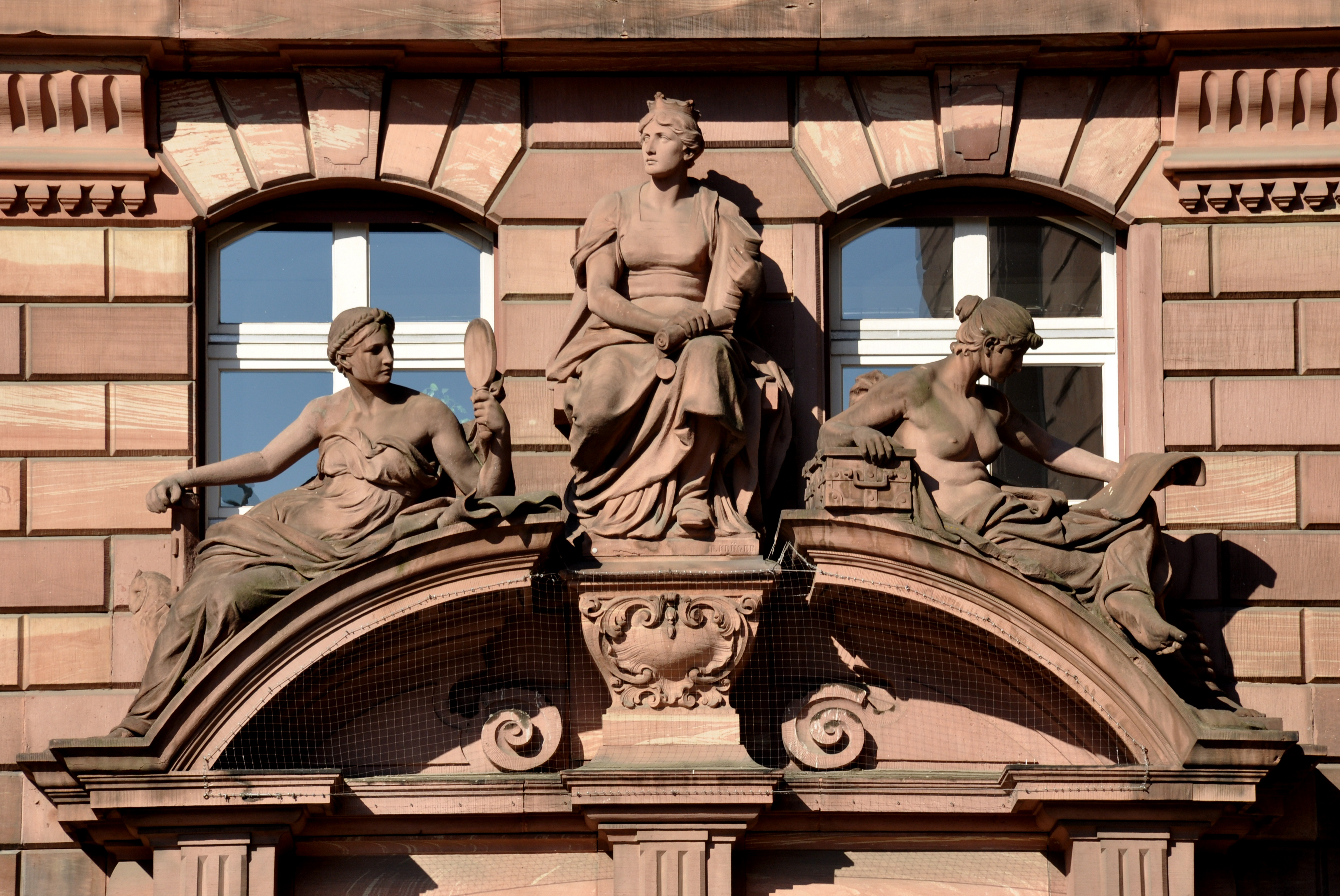
Portal de la parte norte del ayuntamiento, junto a ellas están las alegorías de la previsión y el ahorro.

Francofurtia o Frankofurtia es la personificación de la ciudad de Fráncfort del Meno. Se creó en el siglo XVIII y aparece en numerosas fachadas, monumentos de Fráncfort, así como en monedas, billetes, medallas, sellos y cartas postales. Suele aparecer con diferentes atributos, a veces aparece con una corona mural, con la bandera de la ciudad, con la bula de oro, con el libro de leyes, con la Colegiata de Fráncfort del Meno, con algunas joyas del Reich, como el cetro o la espada de Carlomagno. La representación más famosa se encuentra en la esquina de la casa Viejo Limburgo (Alt-Limburg) que pertenece al complejo del ayuntamiento Römer de la ciudad. 

## Ejemplos
La representación más antigua de Francofurtia que se sepa, es la situada a la derecha del mapa de Homann de 1712, en la que aparece con corona mural y un libro.
Ejemplos de monedas, billetes, sellos y medallas son:
- La moneda de Frankfurt de 1865.
- La placa en honor a la ciudad de Fráncfort del Meno de 1952 a 1976 diseñada por Richard Scheibe.[2]
- 35 florines en billete del año 1855 expedidos por el Frankfurter Bank.[3]
- Dos peniques del centro de comunicaciones y correos privado de Frankfurt de 1888.

En la ciudad se encuentra Francofurtia en los siguientes edificios y monumentos:
- En la esquina de la casa Alt-Limpurg, realizada por el escultor Franz Krüger.
- Sobre el portal de la parte norte de Römer en Paulsplatz , también realizado por Franz Krüger, a sus lados se encuentra las alegorías de la previsión y el ahorro.
- En el monumento a Gutenberg en Roßmarkt de Eduard Schmidt von der Launitz.
- En el monumento de Bethmann esculpido por Eduard Schmidt von der Launitz.
- En el zócalo del pozo Stoltze de Friedrich Schierholz.

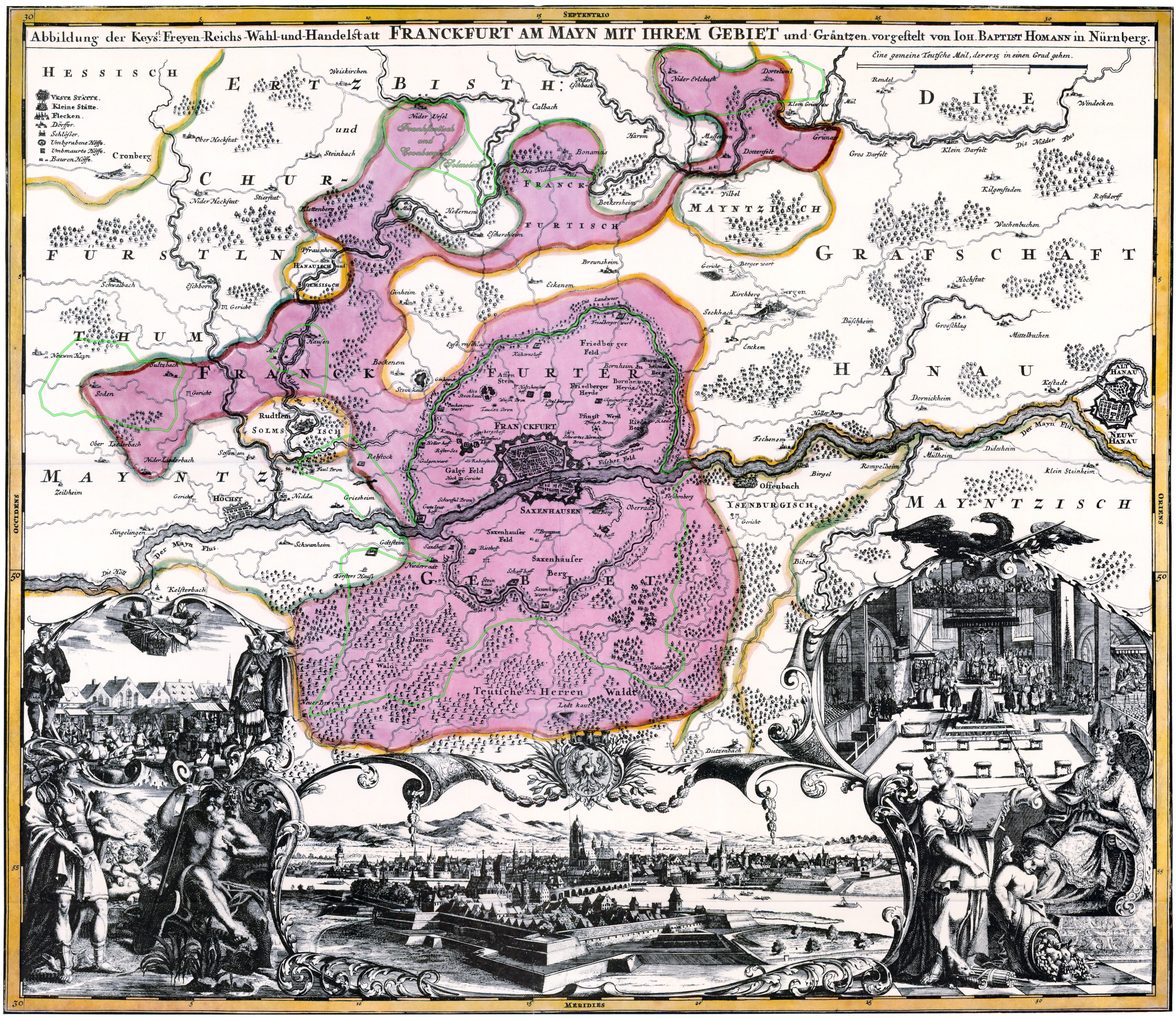
Mapa de Fráncfort hecho por Homann, realizado en 1712.
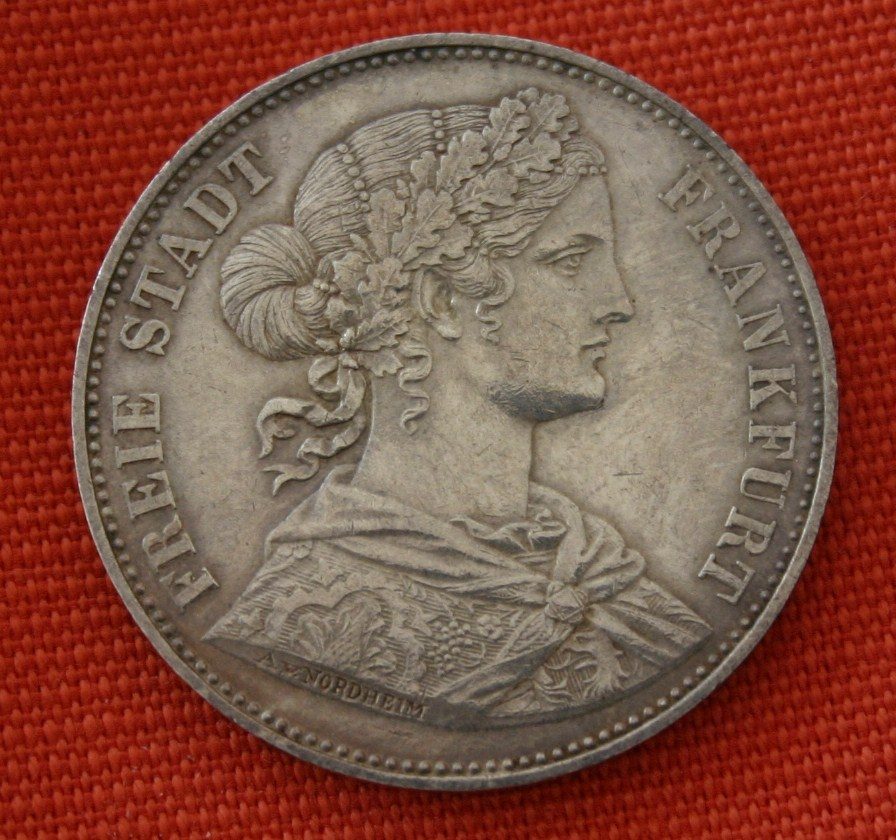
Moneda de la ciudad de 1865.
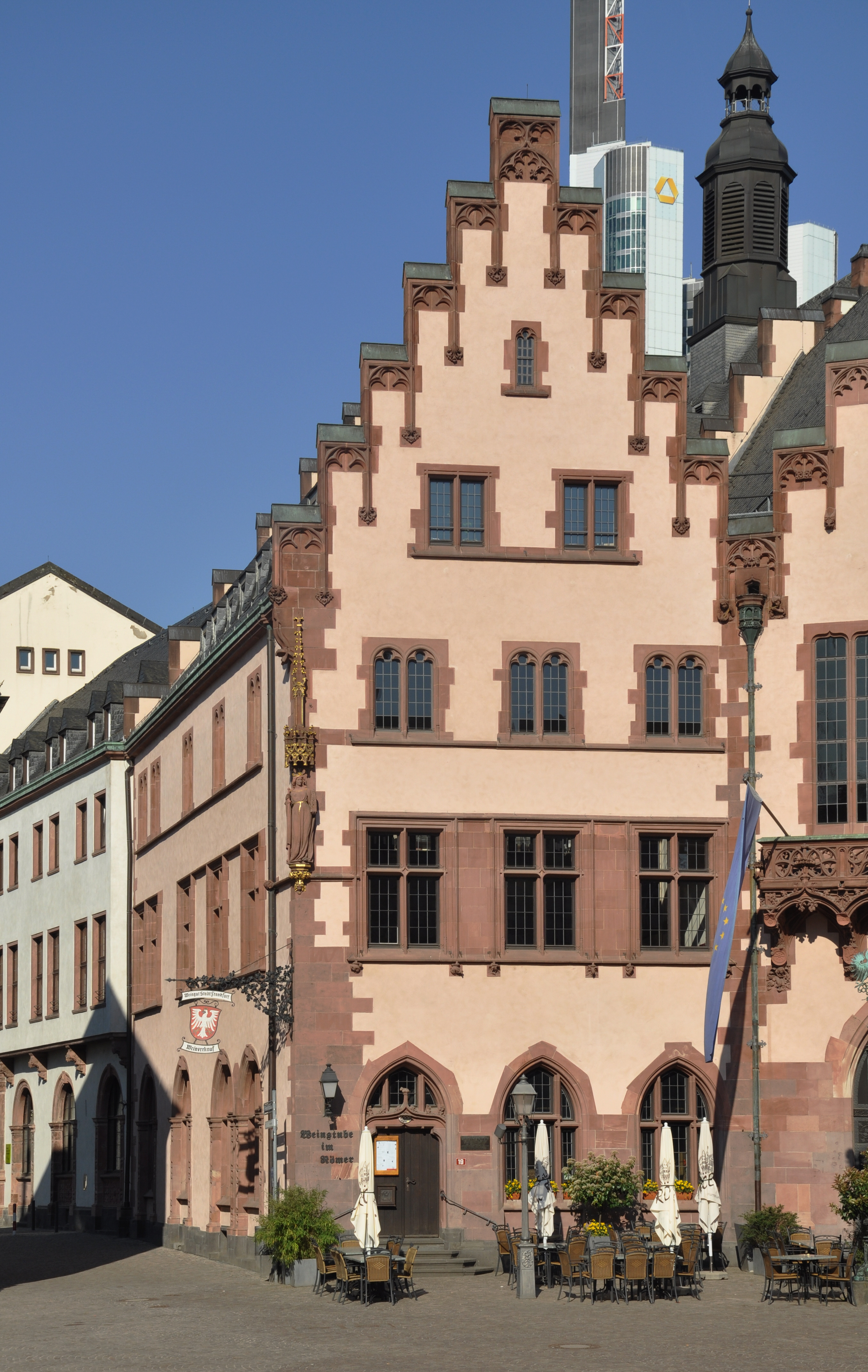
La casa Alt-Limpurg.
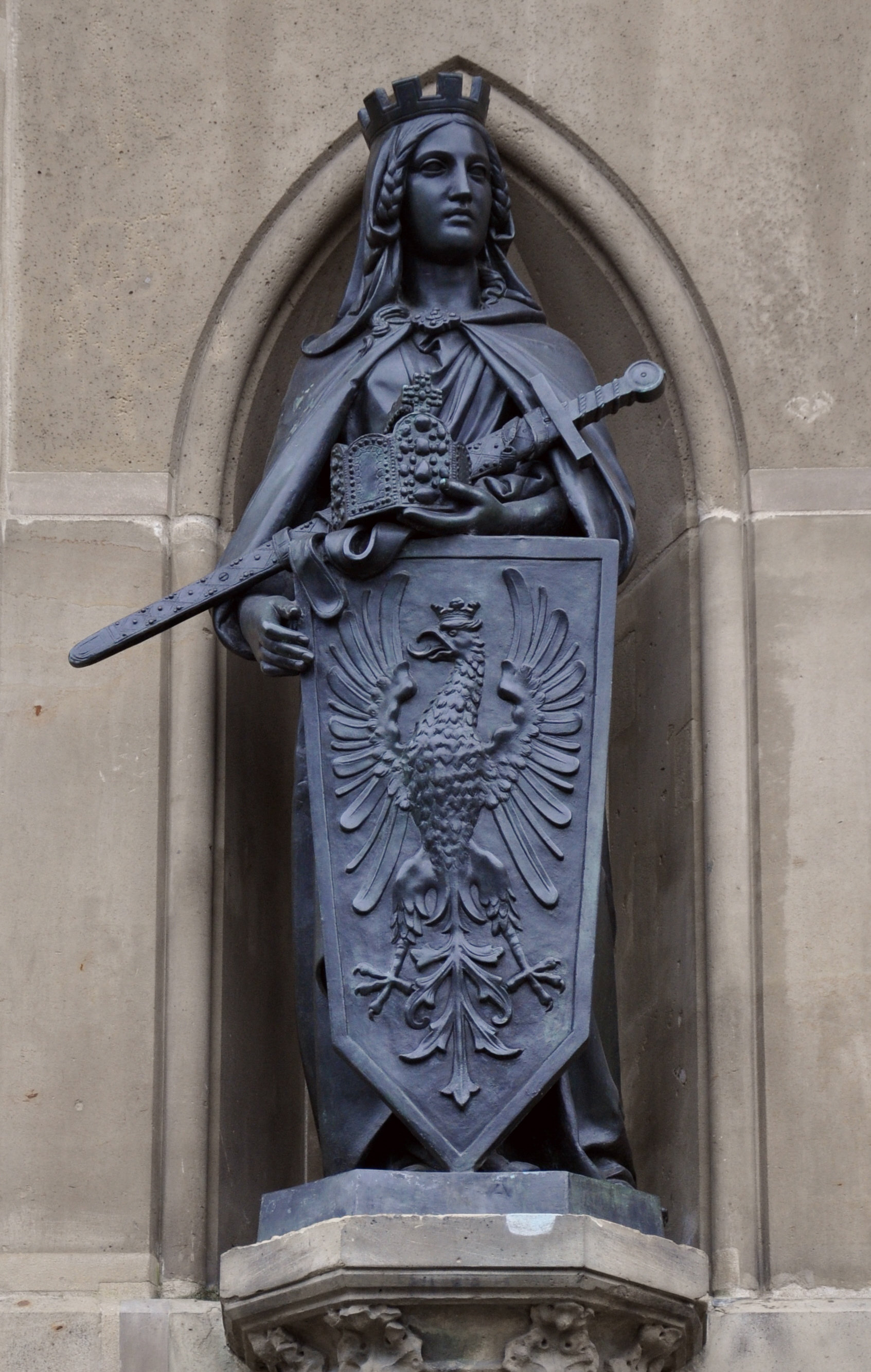
Detalle del monumento a Gutenberg en Roßmarkt donde aparece Francofurtia.